# 戶井田三郎
戶井田三郎（1918年6月12日—1996年10月13日）為日本政治家，出身於東京都。原日本眾議院議員（7期），曾任厚生大臣、首相輔佐。
戶井田於1941年在中央大学就讀期間被徵召入伍，擔任軍醫。他在戰爭結束時位於滿洲國境內，後被八路軍收編為軍醫，跟隨解放軍繼續留在中國。在此期間，戶井田與一名同樣為日籍解放軍的從軍護士結婚，他的兒子戶井田徹也是於1951年在河南省出生。戶井田及其家人於1953年回到日本，後擔任清瀨一郎的秘書。在清瀨去世後繼承其選區當選眾議院議員，1989年至1990年於第一次海部内閣中擔任厚生大臣，1995年至1996年擔任村山內閣的首相輔佐。在1996年眾議院解散後因心肌梗塞併發肺炎去世。